# مكتبة الملك سلمان المركزية
مكتبة الملك سلمان المركزية، هي أحد المكتبات التابعة لجامعة الملك سعود وتعد أكبر هذه المكتبات، تقع المكتبة في الحي الجامعي بالدرعية، والتي يتبعها 16 مكتبة فرعية، وتتكون مكتبة الملك سلمان من ستة طوابق وتبلغ مساحتها 51400 متر مربع، وبها أكثر من 4000 مقعد للمطالعة.

## التأسيس
أسست مكتبة الملك سلمان المركزية في عام 1374 هـ، وتقع في موقع مميز حيث تتوسط كليات وعمادات الجامعة وتقع في المبنى رقم 27، وتتكون من ستة طوابق تبلغ مساحتها الكلية حوالي 51400 متر مربع، وتحتوي حوال ثلاثة ملايين (3,000,000) كتاب، وقد شيدت المكتبة على أحدث الطرز المعمارية وزودت بأفضل إمكانات الإضاءة والتهوية والتأثيث، كما تتسع المكتبة لأربعة آلاف مقعد، وأربعمائة مقصورة بحث يستخدمها أعضاء هيئة التدريس وطلبة الدراسات العليا.

## المبنى
يتكون مبنى المكتبة من ستة طوابق:
- الطابق الأول: يوجد به المدخلان الرئيسان للمكتبة، ويشتمل القسم على: قسم الإعارة والفهارس البطاقية والوحدات الطرفية المتصلة بالنظام الآلي وقسم الإرشاد ومركز المعلومات الصحفية وقاعة الصحف اليومية ومركز بيع مطبوعات الجامعة والمعمل الببليوجرافي المخصص لطلبة قسم علوم المكتبات والمعلومات ومركز للبحث الآلي والإنترنت ومكتب الجمعية السعودية للمكتبات .
- الطابق الثاني: يوجد في الطابق مكتب العميد ومكتب الوكيل ومستشار الشؤون الفنية وإدارة الدراسات والتطوير والشؤون الإدارية وأقسام التزويد والفهرسة والتصنيف وتقنية المعلومات والمطبوعات الحكومية والوثائق وإدارة العلاقات العامة.
- الطابق الثالث: يوجد به قاعتي المراجع العربية والأجنبية وقسم الوسائل السمعية والبصرية وقسم المخطوطات والمصغرات الفلمية وقسم الرسائل الجامعية والمجموعات الخاصة والمجموعات التذكارية والخرائط .
- الطابق الرابع: خصص الطابق للدوريات العربية والأجنبية، والتي يبلغ عددها حاليا حوالي 2000 عنوان في مختلف التخصصات، وقد رتبت على رفوف القاعة وفقا لتصنيف ديوي العشري، وتوجد الأعداد الحديثة (الجارية) من الدوريات في جزء مستقل عن الأعداد القديمة منها، ويوجد بمدخل هذا الطابق الفهارس البطاقية المرتبة بكل من العناوين وأرقام التصنيف.
- الطابق الخامس: خصص الطابق بالكامل للكتب العربية، والمرتبة وفقا لنظام تصنيف ديوي العشري، كما يوجد بهذا الطابق الفهرس البطاقي المصنف (قائمة رفوف المقتنيات العربية) وطرفيات البحث .
- الطابق السادس: خصص هذا الطابق للكتب الأجنبية، والمرتبة منطقيا وفقا لنظام تصنيف ديوي العشري، كما يوجد بهذا الطابق الفهرس البطاقي المصنف (قائمة رفوف المقتنيات الأجنبية) وطرفيات البحث وقسم الإهداء والتبادل والتوزيع .[2]